# Джеймсон, Дженна
Дже́нна Дже́ймсон (англ. Jenna Jameson; урождённая Дже́ннифер Мари́ Массо́ли (англ. Jennifer Marie Massoli); 9 апреля 1974, Лас-Вегас, Невада) — американская фотомодель и предприниматель, а также бывшая порноактриса, обладательница неофициального титула «Королева порноиндустрии». За свою карьеру в порноиндустрии снялась в 192 фильмах и ещё в четырёх выступила в качестве режиссёра, получила более 20 наград за съёмки в фильмах для взрослых, а также получила особое почётное членство в двух главенствующих порнографических организациях — X-Rated Critics Organization (XRCO) и Adult Video News (AVN).
Дженна начала сниматься в фильмах эротического характера в 1993 году, перед этим поработав в качестве стриптизёрши и фотомодели. В 1996 году она становится обладательницей трёх премий в категории «Лучшая начинающая актриса» по версии трёх разных порностудий.
В 2000 году Дженна совместно с американским бизнесменом и порноактёром Джеем Грдиной (псевдоним Джастин Стерлинг), за которого впоследствии она выходит замуж, основала свою компанию по производству порнографических материалов под названием ClubJenna. Дженна также вела реалити-шоу Jenna's American Sex Star, которое шло с 2005 по 2006 годы на платном телеканале Playboy TV.

## Биография

### Ранняя жизнь
Дженнифер Мари Массоли родилась в Лас-Вегасе (штат Невада). Её отец, Лоуренс Массоли, италоамериканец по происхождению, служил полицейским в Лас-Вегасе, позже — руководителем программы на станции KSNV-DT. Её мать, Джудит Брук Хант, танцевала в отеле Tropicana Resort & Casino в шоу, поставленных арт-холлом Folies Bergère. Её мать умерла от меланомы 20 февраля 1976 года, за два месяца до второго дня рождения своей дочери. После смерти Джуди родственники с её стороны прекратили общение с овдовевшим зятем, сам же Лоуренс был полностью разорён, поскольку долгие годы тратил зарплату и полученные кредиты на лекарства для жены. После смерти матери Дженнифер всё имущество Массоли было конфисковано, а Лоуренсу с двумя детьми (Дженнифер и её старшим братом Тони) пришлось перебраться жить в трейлер. Несколько лет затем они перемещались с места на место вместе с бабушкой — матерью отца.
В детстве Дженнифер нередко принимала участие в конкурсах красоты и брала уроки балета.
В автобиографии Джеймсон пишет, что в октябре 1990 года, когда ей было 16 лет, её избили камнями и изнасиловали четверо парней. Там же она утверждает, что была изнасилована во второй раз в том же возрасте дядей-байкером своего парня Джека, Проповедником. После случившегося Дженна предпочла ничего не говорить отцу и оставить его дом, сбежав со своим парнем Джеком и тем самым начав свои первые серьёзные отношения.
Джек был татуировщиком и стал первым, кто сделал Дженне первую серию татуировок, одна из которых впоследствии стала её товарной маркой — двойное сердце на правой ягодице. В дальнейшем её брат Тони добавил к рисунку надпись «Heart Breaker» — «Разбивающая сердца».

### Ранняя карьера
Ещё не окончив школу, Массоли пыталась последовать карьере своей матери и стать танцовщицей, но многие студии отказывали ей за неимением требуемых данных, такими как высокий рост. Она была занята в шоу Vegas World, но покинула проект после двух месяцев, так как, по её заявлению, график был невыносим, а зарплата слишком мизерная.
Её парень Джек уговорил её взяться за профессию стриптизёрши, несмотря на несовершеннолетие. Уже в 1991 году она начинает танцевать в стрип-клубах Лас Вегаса, используя поддельные документы. После того, как ей отказали в работе в стрип-клубе Crazy Horse Too из-за брекетов на её зубах, она сняла их плоскогубцами и была принята в клуб. Спустя шесть месяцев Дженна уже зарабатывала по $2000 за ночь, при этом ещё не окончив школу.
Её первое сценическое имя было «Jennasis» (Дженесис — созвучно с названием первой библейской книги о сотворении мира «Genesis» — «Бытие»). В процессе выбора имени «Дженна Джеймсон», она оставила Дженна как своё первое имя, а в поисках фамилии она пролистала всю телефонную книжку, но, так и не найдя ничего подходящего, остановила свой выбор на Джеймсон, как название виски, который она пьёт. Этим именем она воспользовалась впервые, будучи эротической моделью.
Немного позднее в 1991 году Дженна начала позировать голой для фотографа Сьюз Рендолл, надеясь попасть в Penthouse. Джеймсон получала по $300 в день, не имея права на снимки. Затем её фотографии попали в разные мужские издания под разными именами. После этого Дженна прервала работу с Рендолл, чувствуя, что та лишь наживается на ней.
Ещё учась в школе, Дженна начала принимать наркотики — кокаин, ЛСД и метамфетамины, уподобляясь своему брату, который сидел на героине. У неё развилось отвращение к еде, она перестала есть и стала быстро терять в весе. Она перестала быть моделью. В 1994 году Джек оставил Дженну, которая к тому времени уже весила менее 35 кг. Вернувшись в Реддинг, Калифорния, к своему отцу, она была уверена, что закончила свою карьеру в эротике.

### Порнографическая карьера
Джеймсон вспоминала, что начала сниматься в порнофильмах в отместку за неверность своего бойфренда Джека. Она впервые появилась в эротическом фильме в 1993 году, в неоткровенном софткоре Эндрю Блейка с подружкой Ники Тайлер, с которой она вместе позировала для Сьюзи Ренделл. Её первый порнографический фильм был снят Рэнди Уэстом (Up and Cummers 10 и Up and Cummers 11, 1994). Дженна быстро добилась признания и вскоре появилась в нескольких других порнографических фильмах. В начале своей карьеры она дала себе обещание никогда не сниматься в сценах анального секса и двойного проникновения. Она также никогда не снималась в сценах межрасового секса с мужчинами. Вместо этого, её козырем стали оральные сцены, где половой член был смазан исключительно слюной.
Первые свои грудные имплантаты Дженна сделала 28 июля 1994 года. Так, в том же году у неё было 2 набора имплантатов грудных и один подбородковый.
В 1994 году, после курса реабилитации, проведя несколько недель с отцом и бабушкой, Джеймсон переехала в Лос-Анджелес, чтобы жить с Никки Тайлер. Она вновь начала работать моделью, а в 1995 году получила благословение отца на работу в порноиндустрии. После этого её первым фильмом стал «Silk Stockings». В том же году она подписывает контракт с киностудией Wicked Pictures. Контракт принёс Джеймсон 6000 долларов США за каждый из восьми фильмов в свой первый год. Её первым крупно-бюджетным фильмом стал Blue Movie (1995), где она исполняла роль репортёра, пробирающегося на съёмки порноленты. Фильм получил много наград AVN Awards. В 1996 году она получила награды с трёх самых важных порноакадемий: XRCO Best New Starlet award (Новая Восходящая Звезда), the AVN Best New Starlet Award, и the Fans of X-Rated Entertainment (FOXE), а также Video Vixen award. Она была первая, кто выиграла все три награды.
К 2001 году Дженна Джеймсон зарабатывала по 60 000 долларов в день. Также она ещё и танцевала пару недель в месяц, получая за ночь по 8000 долларов. В 2002 году появляется в клипе Эминема «Without Me». В том же году подарила свой образ героине игры Grand Theft Auto: Vice City — Кенди Сакс, которая также была порноактрисой.
С ноября 2005 года у Джеймсон появилось своё шоу Playboy TV’s Jenna’s American Sex Star, где девушки соревновались между собой за право пройти конкурсное шоу и получить контракт на съёмку фильма на студии ClubJenna.
В 2007 году Дженна сняла свои грудные имплантаты. Тем самым размер её груди уменьшился с четвёртого до третьего. Она заявила также, что закончила сниматься в порнофильмах, но не оставит работу в ClubJenna, которая приносила ей по 30 млн долларов в год. В 2008 году она сообщила, что более не будет появляться в порно в любом его виде.

## Книги

### Автобиография
Автобиография Дженны Джеймсон «Заниматься любовью как порнозвезда» была опубликована 17 августа 2004 года. Она была написана в соавторстве с журналистом Нилом Страуссом, автором статей в The New York Times и Rolling Stone. Книга стала абсолютным бестселлером, продержавшись шесть недель в списке бестселлеров The New York Times. Автобиография также выиграла в 2004 году премию XRCO Award в номинации «Mainstream’s Adult Media Favorite».
Книга охватывает всю биографию актрисы с момента встречи её родителей и до свадебных фотографий второго брака. В ней содержатся подробности, описывающие её два изнасилования, наркоманию, несчастный первый брак, а также многочисленные связи с мужчинами и женщинами. Повествование от первого лица сопровождается фотографиями из личного архива, детскими дневниковыми записями, интервью с членами семьи и комиксами.

### Эротические рассказы
В 2008 году издательство «Sounds Publishing» выпустило книгу «Jenna Tales: Lip Service».

### Роман
В апреле 2013 года Джеймсон объявила, что работает над эротическим романом под названием «Сахар» (англ. Sugar). Он был написан в соавторстве с Хоуп Тарр (Hope Tarr) и опубликован издательством Skyhorse Publishing. Выпущен 21 октября 2013 года.

## Бизнес
В 2000 году Джеймсон и Грдина создали компанию по производству порнографии ClubJenna. ClubJenna.com был одним из первых порнографических сайтов, который предоставлял не только фотографии и видео, но и также откровенные дневники, советы для укрепления отношений и даже конфиденциальную информацию об акциях платным подписчикам. Сайт оказался рентабельным уже на третью неделю после своего запуска. Позднее он стал координировать мультимедийную сферу порнографии, во-первых, путём администрирования других сайтов порнозвезд, во-вторых, в 2001 году на нём был запущен выпуск новых порнографических фильмов.
Изначально Club Jenna представлял фильмы, в которых появление Дженны было ограничено сценами секса с другими женщинами или с Грдиной, который появлялся на экране под именем Джастин Стерлинг. Первый фильм ClubJenna, Briana Loves Jenna (2001), выпущенный совместно с Vivid, обошёлся в 28 0000 долларов и собрал более 1 млн долларов в течение одного года. Картина выиграла две номинации AVN Awards — «Лучшая продажа года» и «Лучший прокат года». Фильм рекламировался как «первая гетеросексуальная сцена Дженны в течение 2 лет». Грдина утверждал, что продажи фильмов Джеймсон в среднем составляли 100000 экземпляров, по сравнению с заурядными порнографическими фильмами, которые продавались по 5000. С другой стороны, он также признал, что на съёмки их фильмов уходило до двенадцати дней, по сравнению с одним днём для других порнографических фильмов.
В январе 2009 в интервью с Уильямом Шатнером, Джеймсон признавалась, что она была близка к покупке журнала «Пентхаус», когда издатель Боб Гуччионе объявил о реорганизации своего бизнеса (что произошло в августе 2003 года), но это намерение было сорвано, когда кто-то другой неожиданно скупил все акции.
В 2004 году Club Jenna расширил своё производство и стал выпускать фильмы с другими актрисами в главных ролях — Кристал Стил, Джесси Капелли, Маккензи Ли, Эштон Мур и София Росси. В 2005 году Джеймсон срежиссировала свой первый фильм, Provocateur, который был выпущен как Jenna’s Provocateur в сентябре 2006 года. Распространением и продажей картины занималась компания Vivid Entertainment, которую журнал «Форбс» как-то назвал «крупнейшим компанией по производству взрослого кино».
Club Jenna был запущен как семейный бизнес, с сестрой Grdina’s, Крис, как вице-президент, отвечающий за мерчандайзинг. В 2005 году доход Club Jenna оценивался в 30 миллионов долларов.

## Личная жизнь
Дженна является бисексуалкой: по её словам, она переспала более чем со 100 женщинами и 30 мужчинами вне экрана. Среди которых были Мэрилин Мэнсон, Томми Ли, Дэйв Наварро. Поначалу она заявила себя лесбиянкой и долгое время состояла в лесбийских отношениях с порноактрисой Никки Тайлер. После расставания с ней, Джеймсон объявила себя «100% гетеросексуалкой».
20 декабря 1996 года Дженна вышла замуж за порноактера и режиссёра Бреда Армстронга (Родни Хопкинс), прожили вместе 10 недель и разошлись в марте 1997 года, однако официально развод был оформлен лишь в марте 2001 года.
Летом 1998 года Дженна встретила порнорежиссёра Джея Грдину, который стал её единственным секс партнёром-мужчиной на экране. Они обручились в декабре 2000 года, хотя Дженна ещё была официально замужем за Бредом Армстронгом, а 22 июня 2003 года они поженились. Пара обосновалась в Скоттсдейл, Аризона в особняке площадью 620 м² и ценой в 2 миллиона долларов.
В 2004 году, когда Дженна была беременна, у неё диагностировали рак кожи. Несмотря на успешную операцию, у Дженны случился выкидыш. Даже экстракорпоральное оплодотворение не помогло ей забеременеть снова. Эти и другие проблемы, в конце концов, и разрушили её второй брак. 12 декабря 2006 года Дженна подала на развод.
В 2006 году Дженна начала встречаться с бойцом смешанных единоборств и бывшим чемпионом UFC Тито Ортисом, с которым познакомилась в MySpace. 16 марта 2009 года она родила двух мальчиков, которых назвали Джесси Джеймсон Ортиз (англ. Jesse Jameson Ortiz) и Джоурни Джетт Ортиз (англ. Journey Jette Ortiz).
26 апреля 2010 года новостные агентства сообщили, что Тито Ортис арестован по подозрению в домашнем насилии, а Дженна забрала детей и уехала. На распространённых фотографиях у неё была забинтована рука. Позже Ортис был выпущен под залог 25 000 долларов и на специально созванной конференции заявил, что обнаружил у Джеймсон некий наркотический препарат из группы опиатов. Джеймсон позже призналась, что Ортис её не бил, а травму руки она получила в ходе их ссоры.
В дальнейшем выяснилось, что неизвестным препаратом оказался «Оксиконтин», препарат группы опиатов, применяемый для обезболивания. Тест на наркотики не выявил в крови Джеймсон следов их употребления. Таблетки, найденные Ортисом, были куплены давно и не использовались. Пара объявила, что произошедший инцидент — всего лишь недоразумение, и что против Ортиса не будет выдвинуто обвинений. Через неделю они вновь стали жить вместе. В марте 2013 года пара окончательно распалась.
6 апреля 2017 года Дженна родила третьего ребёнка от Лиора Биттона — дочь Бател Лу Биттон.
В начале 2022 года Дженна рассказала, что у неё необъяснимая мышечная слабость и она «не может ходить». Только в июле она сообщила об улучшении самочувствия: «Я чувствую себя лучше. Я могу ходить довольно хорошо.»

## Награды
| Год  | Церемония                             | Награда                                 | Работа                                                                      | Результат        |
| ---- | ------------------------------------- | --------------------------------------- | --------------------------------------------------------------------------- | ---------------- |
| 1995 | The X-Rated Critics Organization XRCO | Лучшая восходящая звезда, актриса года  |                                                                             | Победа           |
| 1995 | The X-Rated Critics Organization XRCO | Актриса года                            |                                                                             | Победа           |
| 1995 | NightMoves Award                      | Лучшая новая старлетка                  |                                                                             | Победа           |
| 1996 | Hot d'Or                              | Лучшая новая американская актриса       |                                                                             | Победа           |
| 1996 | Hot d'Or                              | Лучшая американская актриса             |                                                                             | Победа           |
| 1996 | AVN Awards                            | Лучшая новая старлетка                  |                                                                             | Победа           |
| 1996 | AVN Awards                            | Лучшая актриса (Видео)                  | Wicked One                                                                  | Победа           |
| 1996 | AVN Awards                            | Лучшая парная сексуальная сцена (Фильм) | Blue Movie (c T.T. Boy)                                                     | Победа           |
| 1996 | Fans of X-Rated Entertainment (FOXE)  | Видео-мегера                            |                                                                             | Победа           |
| 1996 | NightMoves Award                      | Лучшая актриса                          |                                                                             | Победа           |
| 1997 | AVN Award                             | Лучшая парная сексуальная сцена (Фильм) | Jenna Loves Rocco (c Rocco Siffredi)                                        | Победа           |
| 1997 | AVN Award                             | Лучшая парная сексуальная сцена (Видео) | Conquest (c Vince Vouyer)                                                   | Победа           |
| 1997 | Hot d’Or                              | Лучшая американская актриса             |                                                                             | Победа           |
| 1997 | FOXE                                  | Любимая актриса по версии фанатов       |                                                                             | Победа           |
| 1997 | NightMoves Award                      | Лучшая актриса                          |                                                                             | Победа           |
| 1998 | AVN Award                             | Лучшая лесбийская сцена секса (Фильм)   | Satyr (с Missy)                                                             | Победа           |
| 1998 | Hot d’Or                              | Лучшая американская актриса             | Sexe de Feu, Coeur de Glace                                                 | Победа           |
| 1998 | FOXE                                  | Любимая актриса по версии фанатов       |                                                                             | Победа           |
| 1999 | Hot d’Or                              | Лучший американский фильм               | Flashpoint                                                                  | Победа           |
| 2002 | KSEXradio Listener's Choice Award     | Любимая порнозвезда                     |                                                                             | Победа           |
| 2003 | Adam Film World Guide Award           | Лучшая лесбийская сцена секса (Видео)   | Briana Loves Jenna                                                          | Победа           |
| 2003 | AVN Award                             | Лучшая лесбийская сцена секса (Видео)   | I Dream of Jenna (with Autumn and Nikita Denise)                            | Победа           |
| 2003 | G-Phoria Award                        | Лучший женский голос                    | Grand Theft Auto: Vice City                                                 | Победа           |
| 2003 | XRCO Award                            | Лучшая лесбийская сцена вдвоем          | My Plaything: Jenna Jameson 2 (с Carmen Luvana) (presented August 19, 2004) | Победа           |
| 2004 | KSEXradio Listener's Choice Award     | Любимая порнозвезда                     |                                                                             | Победа           |
| 2004 | AVN Award                             | Лучший интерактивный DVD                | My Plaything: Jenna Jameson 2 (Digital Sin)                                 | Победа           |
| 2004 | XRCO Hall of Fame                     |                                         |                                                                             |                  |
| 2004 | XRCO Award                            | Любимые мейнстримные СМИ для взрослых   | How to Make Love Like a Porn Star: A Cautionary Tale                        | Победа           |
| 2005 | AVN Award                             | Лучшая актриса (Фильм)                  | The Masseuse                                                                | Победа           |
| 2005 | AVN Award                             | Лучшая лесбийская сцена секса (Фильм)   | The Masseuse (с Саванной Сэмсон)                                            | Победа           |
| 2005 | AVN Award                             | Лучшая парная сексуальная сцена (Фильм) | The Masseuse (с Justin Sterling)                                            | Победа           |
| 2005 | Adam Film World Guide Award           | Женщина-порнограф года                  | How to Make Love Like Porn Star: A Cautionary Tale                          | Победа           |
| 2005 | Adam Film World Guide Award           | Лучшая актриса                          |                                                                             | Победа           |
| 2005 | XRCO Award                            | Любимые мейнстримные СМИ для взрослых   | How to Make Love Like Porn Star: A Cautionary Tale                          | Победа           |
| 2006 | AVN Hall of Fame                      | AVN Hall of Fame                        | AVN Hall of Fame                                                            | AVN Hall of Fame |
| 2006 | AVN Awards                            | Лучшая актриса второго плана (Фильм)    | The New Devil in Miss Jones                                                 | Победа           |
| 2006 | AVN Awards                            | Лучшая лесбийская сцена секса (Фильм)   | The New Devil in Miss Jones                                                 | Победа           |
| 2006 | AVN Awards                            | Кроссовер года                          |                                                                             | Победа           |
| 2006 | F.A.M.E. Awards                       | Самое горячее тело                      |                                                                             | Победа           |
| 2006 | F.A.M.E. Awards                       | Любимая взрослая актриса                |                                                                             | Победа           |
| 2006 | Temptation Hall of Fame               |                                         |                                                                             |                  |
| 2006 | Temptation Awards                     | Лучшая актриса второго плана (Фильм)    | The New Devil in Miss Jones                                                 | Победа           |
| 2006 | Temptation Awards                     | Лучшая лесбийская сцена секса (Фильм)   | The New Devil in Miss Jones                                                 | Победа           |
| 2006 | Temptation Awards                     | Соблазнительница года                   |                                                                             | Победа           |
| 2006 | XBIZ Award                            | Бизнесвумен года                        |                                                                             | Победа           |
| 2007 | AVN Award                             | Кроссовер года                          |                                                                             | Победа           |
| 2007 | F.A.M.E. Award                        | Любимый исполнитель всех времен         |                                                                             | Победа           |

## Фильмография

### Мейнстримовое кино
- 1997 — Части тела / Private Parts — Мэнди
- 1999 — Лузер / Dirt Merchant — Holly So Tightly
- 2000 — Детектив Нэш Бриджес / Nash Bridges — Дженна / судья (серии «Hit and Run» и «Skin Trade»)
- 2001 — Гриффины / Family Guy — играет себя (серия «Brian Does Hollywood»)
- 2003 — Самайн / Evil Breed: The Legend of Samhain — Дженни
- 2008 — Зомби-стриптизёрши / Zombie Strippers — Кэт
- 2010 — Как заняться любовью с женщиной / How to Make Love to a Woman — играет себя
- 2014 — Сыны анархии / Sons of Anarchy — порноактриса (серия «Playing with Monsters»)
- 2017 — В центре внимания / Limelight — Скарлетт Питерс